# Josep Maria Domènech i Benages
Josep Maria Domènech i Benages (Barcelona, 19 de novembre de 1931 - Mataró, 23 de novembre de 2017) va ser un actor de teatre, cinema i televisió català.

## Trajectòria professional

### Teatre
- 1966. Demà és festa de Jaume Ministral Masià. Estrenada al teatre Talia de Barcelona
- 1967. Aquesta nit improvisem de Luigi Pirandello. Estrenada al teatre Romea de Barcelona.
- 1967. Adrià Gual i la seva època, escrit i dirigit per Ricard Salvat. Estrenat al teatre Romea de Barcelona.
- 1968. Verde doncella d'Emilio Romero, direcció de José María Morera. Estrenada al teatre Windsor de Barcelona.
- 1973. Macbett d'Eugène Ionesco, direcció de José María Morera. Estrenada al teatre Moratín de Barcelona.
- 1991. Timó d'Atenes de William Shakespeare,. Direcció d'Ariel García Valdés. Estrenada al Teatre Lliure de Barcelona.
- 1998. L'auca del senyor Esteve de Santiago Rusiñol. Direcció d'Adolfo Marsillach. Estrenada al Teatre Nacional de Catalunya.
- 2003. Començaments sense fi, de Georges Lavaudant, a partir de Franz Kafka. Estrenada a la Sala Tallers del Teatre Nacional de Catalunya.
- 2006. El malentès d'Albert Camus, direcció de Joan Ollé. Estrenada al teatre Lliure de Barcelona.

### Cinema
- 1997. El color de las nubes. Direcció de Mario Camus.
- 2007. Aqua, el riu vermell. Direcció de Manuel Almiñana
- 2012. El bosc. Direcció d'Óscar Aibar, a partir d'un conte d'Albert Sánchez Piñol.